# 계산신경과학
계산신경과학(computational neuroscience), 이론신경과학 또는 컴퓨터신경과학, 전산신경과학은 신경과학, 컴퓨터과학의 융합으로 탄생한 분야로서, 수학 및 컴퓨터과학 그리고 뇌에 대한 이론적인 분석, 추상화 등을 통해 신경계의 인지능력, 발달, 구조, 생리학을 지배하는 원리를 이해하기 위한 신경과학의 한 분야이다.
엄밀하게 말하자면, 계산신경과학은 수학적 모델을 검증하고 해결하기 위해 컴퓨터 시뮬레이션을 사용하는 이론신경과학의 하위 분야이다. 그러나 신경과학에서 생물학적인 조건들을 생명계의 복잡도로 모사한 수학적 모델은 분석적으로 풀기에 너무 복잡한 경우가 많기 때문에, 두 용어는 사실상 동의어이다. 또한 수학신경과학이라는 용어는 때때로 연구분야의 양적 특성을 강조하기 위해 사용된다.
계산신경과학의 수학적 모델은 막전위, 단백질, 뇌파, 국소해부학적 구조, 학습 및 기억의 생물학적인 특징을 다양한 시공간적인 단위로 포착하는 데에 활용된다. 또한 이러한 계산모델을 바탕으로 구성된 가설은 생물학적 또는 심리적으로 직접 실험 또는 시험하여 생물학적으로 근거를 얻기도 한다.

## 컴퓨터 과학과신경과학의 융합
뇌의 기능을 신경계를 구성하는 물질이 정보를 처리하는 과정, 곧 계산에 의하여 설명하기 위해 컴퓨터 과학과 신경과학이 융합하여 출현한 학제 간 연구가 계산신경과학(computational neuroscience)이다. 계산신경과학이라는 용어는 1985년 미국의 컴퓨터 과학자인 에릭 슈워츠가 처음 사용했지만, 정보처리 개념으로 뇌 기능을 연구한 역사는 그 뿌리가 깊다.
계산신경과학의 역사는 1940년대로 거슬러 올라간다. 1943년 미국의 워런 매컬럭과 월터 피츠가 함께 발표한 논문이 그 효시라 할 수 있다. 이 논문은 뉴런의 형식 모델을 묘사하고, 뉴런이 학습과 같은 정신과정을 수행하기 위하여 어떻게 서로 연결되어 신경망이 형성되는가를 보여주었다. 그들의 신경망 연구는 1949년 캐나다의 도널드 헤브에 의해 한 걸음 더 발전된다. 헤브는 그의 저서인 『행동의 체제 The Organization of Behavior』에서 처음으로 신경망의 학습 규칙을 제안했다. 그는 뉴런이 제멋대로 연결되지 않고 학습의 결과에 따라 연결되어 신경망을 형성한다고 주장하였다.
계산신경과학의 초창기에 기록될 만한 연구 성과로 손꼽히는 것은 영국의 생리학자인 앨런 호지킨과 앤드루 헉슬리의 업적이다. 1952년 두 사람은 뉴런 사이에 신호가 전달되는 메커니즘을 밝혀내서 그 공로로 1963년에 노벨상을 받았다. 두 사람은 뉴런의 신경충격(활동전위)이 이온의 이동에 의해 일어난다는 이론을 내놓은 것이다.
1985년 미국에서 정보처리 개념으로 뇌의 기능에 접근하는 연구를 유기적으로 추진하기 위한  학술대회가 열렸다. 이 대회는 에릭 슈워츠가 주도하였으며 그는 ‘계산신경과학’이라는 용어를 처음 만들어냈다.
한편 스위스의 헨리 마크램은 블루진(Blue Gene) 슈퍼컴퓨터를 사용하여 뇌를 모의(시뮬레이션)하는 연구를 수행하고 있다. 2009년 7월 테드(TED) 컨퍼런스에서 마크램은 “10년 안에 사람 뇌 전체를 컴퓨터에 구축하는 것은 불가능하지 않을 것 같다. 그 인공 뇌는 사람 뇌처럼 지능을 갖고 말도 하고 행동할 것”이라고 전망했다.

### 인공지능 모델
인공지능 모델을 활용한 신경과학 연구(neuroAI)의 대다수는 사람이 수행하는 인지과정과 비슷한 과정을 수행하는 인공지능 모델을 만들고 이 만들어진 모델이 과연 뇌와 비슷한 계산과정을 수행하는지 보는 방법을 취하고 있다. 어떻게 보면 인공지능 모델을, 뇌가 택할 수 있는 계산과정에 대한 하나의 가설로 보는 것이다. 인공지능이 지금과 같이 발전하지 않은 1900년대만 하더라도 이런 신경과학을 위한 인공지능은 생각하기 어려웠다. 오히려 뉴런의 신호 전달체계와 같이 신경과학에서의 발견을 어떻게 모사해 인공지능 모델을 만들 수 있을까에 대한 고민이 있었고 여기서 나온 것이 인공신경망의 퍼셉트론같은 개념들이다.--요즘엔 인공지능의 폭발적인 성장으로 인공지능을 연구하시는 분들은 신경과학자들이 인공지능에 관심이 있는 것만큼 신경과학에 관심이 많은 것 같진 않다.--
뇌와 비슷한 계산과정을 본다는 것에 대한 설명을 덧붙이자면, 컴퓨터과학 (특히 정보이론)이 발달하면서 "정보"를 어떻게 정량화할 수 있는지 (단위가 있는 숫자로 표현할 수 있는지)에 대한 방법들이 연구됐고, 과학자들은 그것을 컴퓨터의 계산 단위 (bit)에서 나아가 우리가 살아가는 세계에서 들어오는 감각들과 그에 따른 반응까지 정보로써 정량화하고자 했다. 이는 곧 우리의 인지/행동 과정 뿐 아니라, 인공지능 모델의 학습까지 숫자들과 그 숫자들의 계산(단순하게는 사칙연산)으로 표현하려는 시도들로 이어졌다. 예컨대, 고양이 사진의 "픽셀값" 들은 우리 눈이나 인공지능 모델에서 일차적으로 처리되는 "숫자화된 정보값"이다. 그것들은 사람에서는 뇌, 인공지능 모델에서는 인공지능 설계자가 설정해놓은 신경망을 거치면서 그것이 "고양이" 임을 알 수 있게끔 하는 정보처리 과정을 거친다. 이때 인공지능 모델이 고양이 픽셀값들을 처리하는 방식과 사람의 뇌가 그 사진 정보를 어떻게 처리하는지를 비교함으로 둘에 과연 공통점이 있는지를 연구해볼 수 있는데, 놀랍게도 인공지능 모델과 사람의 정보 처리 방식이 비슷하다는 연구 결과가 꾸준히 발표되고 있다.

## 같이 보기
- 활동전위
- 전기생리학
- 정보 이론
- 수학적 모델
- 뇌파
- 신경가소성
- 신경생리학
- 시스템 신경과학
- 수리생물학